# Nam Hoa, Sở Hùng

Nam Hoa (tiếng Trung: 南华县, Hán Việt: Nam Hoa huyện) là một huyện thuộc Châu tự trị dân tộc Di Sở Hùng (楚雄彝族自治州) tại tỉnh Vân Nam, Cộng hòa Nhân dân Trung Hoa. Huyện này có diện tích 2343 km2, dân số năm 2002 là 230.000 người. Huyện lỵ tại trấn Long Xuyên.

## Các đơn vị hành chính
Huyện Tường Vân quản lý các đơn vị hành chính sau:
- Các trấn: Long Xuyên (龙川镇) và Sa Kiều (沙桥镇)
- Các hương: Vũ Lộ (雨露乡) 、Ngũ Nhai (五街乡)、Nhất Nhai (一街乡)、La Vũ trang (罗武庄乡)、Hồng Sĩ Pha (红士坡乡)、Ngũ Đỉnh Sơn (五顶山乡)、Mã Nhai (马街乡) và Thố Nhai (兔街乡).